# Аполлинарий (патриарх Александрийский)
Аполлина́рий (др.-греч. Απολλινάριος; умер около 568) — патриарх Александрийский (551 — около 568). Почитается как святой в Православной церкви.
Занял кафедру после смещения патриарха Зоила императором Юстинианом I. Стал также правителем города по приказу императора Юстиниана.
В начале 553 года подписал послание Константинопольского Патриарха Евтихия к папе Вигилию с призывом председательствовать на Вселенском Соборе по делу о «Трёх главах».
Присутствовал на всех заседаниях V Вселенского Собора и подписал его вероопределения.